# دانه‌خوار گونه‌گون
دانه‌خوار گونه‌گون (نام علمی: Sporophila corvina) نام یک گونه از سرده دانه‌خوارهای اصلی است.